# 차나키야
차나키야(산스크리트어: चाणक्य)는 4세기부터 11세기까지 다양한 전통에 보존된 전설적인 이야기에 따르면 찬드라굽타가 권력을 잡고 마우리아 제국을 세우는 것을 도운 자이나교 브라만이었다. 이 이야기에 따르면 차나키야는 찬드라굽타 마우리아와 그의 아들 빈두사라 모두의 수석 고문이자 총리였다.
일반적으로 차나키야는 고대 인도 정치경제 논문 아르타샤스트라의 저자인 카우틸리야와 동의어인 비슈누굽타와 동일시되었다. 일부 저자들은 아르타샤스트라가 마우리아 시대 이후 수세기 지난 기원 초에 여러 저자에 의해 작성되었을 가능성이 높다고 주장하며, 차나키야와 동일시한 것은 이 작품에 명성을 더하기 위한 것이었다고 본다.

## 차나키야-찬드라굽타 카타 (전설)

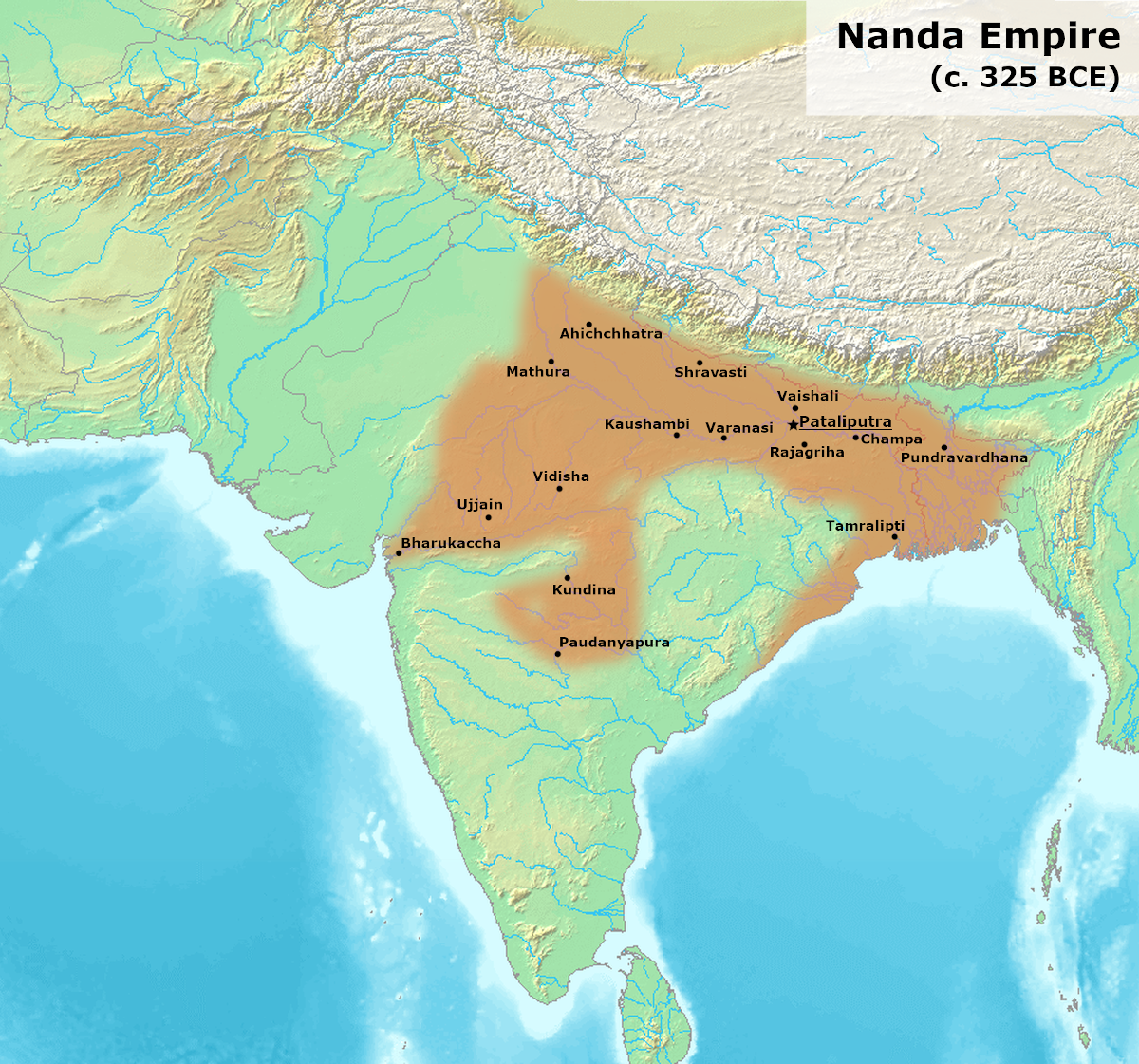
다나 난다의 제국, c. 기원전 323년

차나키야에 대한 문서화된 역사 정보는 없으며, 그에 대한 이야기는 전설적인 기록에서 유래한다. 토마스 트라우트만은 고대 차나키야-찬드라굽타 카타(전설)의 네 가지 다른 기록을 밝혀냈다.
- 불교 버전: 마하밤사 (5-6세기) 및 그 주석서 밤삿타파카시니 (팔리어)
- 자이나교 버전: 헤마찬드라의 파리시쉬타파르반 (12세기), 1-8세기 자료 기반
- 카슈미르 버전: 소마데바의 카타사리트사가라 (11세기), 크셰멘드라의 브리핫-카타-만자리
- 비샤카닷타 버전: 비샤카닷타의 산스크리트어 연극 무드라락샤사 (4-8세기), 대부분 허구임[6]

네 가지 버전 모두에서 차나키야는 난다 왕에게 모욕감을 느끼고 그를 파괴하겠다고 맹세한다. 난다를 폐위시킨 후, 그는 찬드라굽타를 새로운 왕으로 즉위시킨다.

### 불교 버전 (5-6세기)

#### 이야기
불교 전설에 따르면 찬드라굽타 이전의 난다 황제들은 강도였다가 통치자가 된 자들이었다. 차나키야(IAST: 마하밤사에서는 카나카)는 타카실라(탁실라) 출신의 브라만이었다. 그는 세 베다와 정치에 능통했다. 그는 어금니를 가지고 태어났는데, 이는 왕족의 표식으로 여겨졌다. 그의 어머니는 그가 황제가 된 후에 자신을 소홀히 할까 봐 두려워했다. 그녀를 안심시키기 위해 차나키야는 자신의 이를 부러뜨렸다.
차나키야는 부러진 이빨과 굽은 발로 인해 못생긴 외모를 가졌다. 어느 날 다나 난다 황제가 브라만들을 위한 자비 행사를 조직했다. 차나키야는 이 행사에 참석하기 위해 푸파푸라(푸슈파푸라)로 갔다. 그의 외모에 역겨움을 느낀 황제는 그를 모임에서 쫓아내라고 명령했다. 차나키야는 화를 내며 성스러운 실을 끊고 황제를 저주했다. 황제는 그를 체포하라고 명령했지만 차나키야는 아지비카교의 변장으로 탈출했다. 그는 다나난드의 아들 파바타와 친구가 되어 그를 부추겨 왕위를 차지하게 했다. 왕자가 준 인장 반지의 도움으로 차나키야는 비밀 문을 통해 궁전을 탈출했다.
차나키야는 빈자 숲으로 탈출했다. 그곳에서 그는 1개의 동전을 8개로 바꿀 수 있는 비밀 기술을 사용하여 8억 개의 금화(카하파나)를 만들었다. 이 돈을 숨긴 후 그는 다나 난다를 대체할 만한 사람을 찾기 시작했다. 어느 날 그는 한 무리의 아이들이 노는 것을 보았다. 어린 찬드라굽타(마하밤사에서는 찬다가타라고 불림)는 황제 역할을 했고, 다른 소년들은 봉신, 장관 또는 강도를 가장했다. "강도"들은 찬드라굽타 앞에 끌려왔고, 그는 그들의 팔다리를 자르라고 명령했지만, 기적적으로 다시 붙였다. 찬드라굽타는 왕족으로 태어났지만, 아버지가 찬탈자에게 살해당하고 데바들이 어머니에게 그를 버리게 한 후 사냥꾼에 의해 길러졌다. 소년의 기적적인 힘에 놀란 차나키야는 그의 양아버지에게 1000개의 금화를 지불하고 찬드라굽타를 데려가 그에게 기술을 가르치겠다고 약속했다.
차나키야에게는 다나 난다의 두 잠재적 후계자가 있었다: 파바타와 찬드라굽타. 그는 그들 각자에게 목에 양털 실로 된 부적을 주었다. 어느 날 그는 그들을 시험하기로 결정했다. 찬드라굽타가 잠들어 있는 동안, 그는 파바타에게 찬드라굽타의 양털 실을 끊지 않고 찬드라굽타를 깨우지 않고 제거하도록 요청했다. 파바타는 이 임무를 수행하지 못했다. 얼마 후, 파바타가 잠들어 있을 때, 차나키야는 찬드라굽타에게 같은 임무를 완수하도록 도전했다. 찬드라굽타는 파바타의 머리를 잘라 양털 실을 회수했다. 다음 7년 동안 차나키야는 찬드라굽타를 제국의 임무를 위해 훈련시켰다. 찬드라굽타가 성인이 되자 차나키야는 숨겨둔 금화 보물을 파내어 군대를 모았다.
찬드라굽타와 차나키야의 군대는 다나 난다의 제국을 침략했으나 심각한 패배를 겪고 해산되었다. 변장하고 떠돌아다니던 두 사람은 한 번은 한 여자와 그녀의 아들 사이의 대화를 엿들었다. 아이는 케이크의 가운데를 먹고 가장자리를 버렸다. 여자는 그를 꾸짖으며, 국경 마을을 먼저 정복하는 대신 제국의 중앙부를 공격한 찬드라굽타처럼 음식을 먹고 있다고 말했다. 차나키야와 찬드라굽타는 그들의 실수를 깨달았다. 그들은 새로운 군대를 모아 국경 마을들을 정복하기 시작했다. 점차 그들은 제국의 수도인 파탈리푸트라(마하밤사에서는 파탈리푸타)로 진격하여 황제 다나 난다를 살해했다. 차나키야는 어부에게 다나 난다가 자신의 보물을 숨긴 곳을 찾아내라고 명령했다. 어부들이 차나키야에게 그 위치를 알리자마자, 차나키야는 그를 죽였다. 차나키야는 찬드라굽타를 새로운 황제로 임명하고, 파니야탑파라는 이름의 남자에게 제국에서 반란군과 강도들을 제거하는 임무를 맡겼다.
차나키야는 새로운 황제의 음식에 소량의 독을 섞어 적들의 독살 시도에 면역이 되도록 하기 시작했다. 이를 알지 못했던 찬드라굽타는 어느 날 만삭이던 임신한 황후 두르다라와 음식을 함께 나누었다. 황후가 독이 든 한 입을 먹으려는 순간 차나키야가 도착했다. 그녀가 죽을 것을 깨달은 차나키야는 태아를 살리기로 결심했다. 그는 황후의 목을 베고 칼로 배를 갈라 태아를 꺼냈다. 다음 7일 동안 그는 매일 신선하게 도살된 염소의 배 안에 태아를 넣었다. 7일 후, 찬드라굽타의 아들이 "태어났다". 그의 몸에 염소 피 방울(bindu)이 묻어 있었기 때문에 빈두사라라고 이름 붙여졌다.
가장 초기의 불교 전설들은 이 시점 이후의 마우리아 왕조에 대한 묘사에서 차나키야를 언급하지 않는다. 그러나 담마팔라의 테라가타 주석서는 차나키야와 수반두라는 브라만에 대한 전설을 언급한다. 이 기록에 따르면, 차나키야는 현명한 수반두가 찬드라굽타의 궁정에서 자신을 능가할까 두려워했다. 그래서 그는 찬드라굽타에게 수반두를 감옥에 가두게 했고, 수반두의 아들 테키차카니는 탈출하여 불교 승려가 되었다. 16세기 티베트 불교 작가 타라나타는 차나키야를 빈두사라의 "위대한 영주들" 중 한 명으로 언급한다. 그에 따르면, 차나키야는 16개 도시의 귀족과 왕들을 파괴하고 빈두사라를 동쪽과 서쪽 바다(아라비아해와 벵골만) 사이의 모든 영토의 주인으로 만들었다.

### 자이나교 버전 (12세기, 1-8세기 자료 기반)

#### 이야기
자이나교 기록에 따르면 차나키야는 찬인과 차네슈바리라는 두 명의 평신도 자이나교인(슈라바카)의 자이나교 브라만 가족에서 태어났다. 그의 출생지는 골라 비샤야(지역)에 있는 차나카 마을이었다. "골라"의 정체는 불확실하지만, 헤마찬드라는 차나키야가 드라밀라였고, 이는 그가 남인도 출신임을 암시한다고 말한다.
차나키야는 모든 이빨을 가지고 태어났다. 승려들에 따르면, 이것은 그가 미래에 왕이 될 것이라는 징조였다. 찬인은 아들이 거만해지는 것을 원치 않았기 때문에 차나키야의 이빨을 부러뜨렸다. 승려들은 아기가 왕좌 뒤의 권력자가 될 것이라고 예언했다. 차나키야는 성장하여 배운 슈라바카가 되었고, 브라만 여성과 결혼했다. 그녀의 친척들은 가난한 남자와 결혼했다고 그녀를 조롱했다. 이것은 차나키야가 파탈리푸트라를 방문하여 브라만들에게 관대하기로 유명했던 난다 황제에게 기부를 요청하도록 동기를 부여했다. 황궁에서 황제를 기다리는 동안 차나키야는 황좌에 앉았다. 다시(노예 여성)는 정중하게 차나키야에게 다음 좌석을 제안했지만, 차나키야는 황좌에 앉은 채 자신의 카만달(물병)을 그 위에 놓았다. 하인은 그에게 네 가지 좌석을 더 선택할 수 있도록 제안했지만, 매번 그는 자신의 여러 물건들을 좌석에 놓으며 황좌에서 비켜나기를 거부했다. 마침내 짜증이 난 하인은 그를 황좌에서 걷어차 버렸다. 격노한 차나키야는 "큰 바람이 나무를 뿌리째 뽑아내듯이" 난다와 그의 전체 정권을 뿌리 뽑겠다고 맹세했다.
차나키야는 자신이 황권을 뒤에서 조종하는 힘이 될 것이라고 예언된 것을 알고 있었다. 그래서 그는 왕이 될 만한 인물을 찾기 시작했다. 방랑하던 중 그는 한 마을 촌장의 임신한 딸에게 호의를 베풀었고, 그녀의 아이가 자신에게 속한다는 조건이 있었다. 찬드라굽타는 이 여인에게서 태어났다. 찬드라굽타가 성장하자 차나키야는 그의 마을로 와서 그가 한 무리의 소년들 사이에서 "왕" 놀이를 하는 것을 보았다. 그를 시험하기 위해 차나키야는 그에게 기부를 요청했다. 소년은 차나키야에게 근처 소들을 데려가라고 말하며, 아무도 자신의 명령을 거역하지 않을 것이라고 선언했다. 이러한 권력의 과시는 차나키야에게 찬드라굽타가 왕이 될 만한 인물이라는 확신을 주었다.
차나키야는 찬드라굽타를 데리고 난다의 수도인 파탈리푸트라를 정복하러 갔다. 그는 연금술 (dhatuvada-visaradan)을 통해 얻은 재산을 사용하여 군대를 모았다. 군대는 심각한 패배를 겪었고, 차나키야와 찬드라굽타는 전장을 도주해야 했다. 그들은 적군 장교에게 추격당하는 동안 호수에 도착했다. 차나키야는 찬드라굽타에게 호수에 뛰어들라고 지시하고, 자신은 명상하는 수행승으로 변장했다. 적군 병사가 호수에 도착했을 때, 그는 '수행승'에게 찬드라굽타를 보았는지 물었다. 차나키야는 호수를 가리켰다. 병사가 호수에 뛰어들기 위해 갑옷을 벗는 동안, 차나키야는 그의 칼을 빼앗아 그를 죽였다. 찬드라굽타가 물에서 나오자 차나키야는 그에게 물었다. "내가 너의 위치를 적에게 드러냈을 때 무슨 생각을 했느냐?" 찬드라굽타는 스승이 최선의 결정을 내릴 것이라고 믿었다고 대답했다. 이것은 차나키야에게 찬드라굽타가 황제가 된 후에도 자신의 영향력 아래에 있을 것이라는 확신을 주었다. 또 다른 경우에 차나키야는 세탁부를 쫓아내고 자신을 세탁부로 변장하여 비슷한 방식으로 적을 피했다. 한번은 그는 방금 음식을 먹은 브라만의 배를 갈라 음식을 꺼내어 배고픈 찬드라굽타에게 먹였다.
어느 날, 차나키야와 찬드라굽타는 한 여인이 아들을 꾸짖는 소리를 엿들었다. 아이는 뜨거운 죽 그릇 한가운데 손가락을 넣어 손가락을 데었다. 여인은 아들에게 시원한 가장자리부터 시작하지 않고, 국경 지역을 정복하기 전에 수도를 공격한 차나키야처럼 어리석다고 말했다. 차나키야는 자신의 실수를 깨닫고 난다를 물리칠 새로운 계획을 세웠다. 그는 히마바트쿠타라는 산악 왕국의 왕 파르바타카와 동맹을 맺고, 난다 제국의 절반을 그에게 제공하겠다고 제안했다.
파르바타카의 도움을 확보한 후, 차나키야와 찬드라굽타는 파탈리푸트라 외의 도시들을 포위하기 시작했다. 한 특정 도시는 강한 저항을 보였다. 차나키야는 시바파 수도승으로 변장하여 이 도시로 들어갔고, 도시의 사원에서 일곱 어머니의 우상을 제거하면 포위가 끝날 것이라고 선언했다. 미신적인 방어자들이 사원에서 우상을 제거하자마자, 차나키야는 군대에 포위를 끝내라고 명령했다. 방어자들이 승리를 축하하기 시작했을 때, 차나키야의 군대는 기습 공격을 감행하여 도시를 점령했다.
점차적으로 차나키야와 찬드라굽타는 수도 밖의 모든 지역을 정복했다. 마침내 그들은 파탈리푸트라를 점령하고 찬드라굽타가 황제가 되었다. 그들은 난다 황제가 수레에 실을 수 있는 모든 물품을 가지고 망명하도록 허락했다. 난다와 그의 가족이 수레를 타고 도시를 떠날 때, 그의 딸은 찬드라굽타를 보고 새로운 황제와 사랑에 빠졌다. 그녀는 스와얌바라 전통에 따라 그를 남편으로 선택했다. 그녀가 수레에서 내릴 때, 수레 바퀴의 9개 바퀴살이 부러졌다. 이것을 징조로 해석하여 차나키야는 찬드라굽타의 왕조가 9대 동안 지속될 것이라고 선언했다.
한편, 파르바타카는 난다의 비샤칸야 (독을 가진 여자, 암살자) 중 한 명과 사랑에 빠졌다. 차나키야는 결혼을 승인했고, 파르바타카는 결혼식 중 여자를 만지자마자 쓰러졌다. 차나키야는 찬드라굽타에게 의사를 부르지 말라고 요청했다. 그리하여 파르바타카는 죽었고 찬드라굽타는 난다 영토의 유일한 통치자가 되었다.
차나키야는 제국의 여러 지역에서 사람들을 괴롭히던 난다의 충성파들을 제거함으로써 권력을 공고히 하기 시작했다. 차나키야는 바퀴벌레가 들끓는 집의 어떤 부분이든 불태우는 직공에 대해 알게 되었다. 차나키야는 반란군을 진압하는 책임을 이 직공에게 맡겼다. 곧 제국은 반군으로부터 해방되었다. 차나키야는 또한 과거에 자신에게 음식을 주지 않았던 마을을 불태웠다. 그는 부유한 상인들을 자신의 집으로 초대하여 술에 취하게 하고 사기 주사위로 도박을 함으로써 황실 재정을 채웠다.
한번은 제국이 12년 동안의 기근에 시달렸다. 두 젊은 자이나교 승려가 마법 연고로 자신들을 보이지 않게 만든 후 황제의 접시에서 먹기 시작했다. 차나키야는 궁전 바닥을 가루로 덮고 그들의 발자국을 추적하여 그들의 존재를 감지했다. 다음 식사 때, 그는 식당을 짙은 연기로 채워 승려들의 눈에 물이 나게 하여 연고를 씻어내게 함으로써 그들을 잡았다. 차나키야는 젊은 승려들의 행동에 대해 주승 아차리야 수스히타에게 불평했다. 아차리야는 사람들이 승려들에게 자선심을 베풀지 않은 것을 비난했고, 그래서 차나키야는 승려들에게 관대한 자선을 베풀기 시작했다.
한편 찬드라굽타는 비자이나교 승려들을 후원하고 있었다. 차나키야는 이들이 그의 후원을 받을 자격이 없다는 것을 그에게 증명하기로 결정했다. 그는 여성 방 근처의 궁전 바닥을 가루로 덮고 그곳에 비자이나교 승려들을 남겨두었다. 그들의 발자국은 그들이 여성 방 창문으로 몰래 다가가 엿보았음을 보여주었다. 같은 방법으로 평가된 자이나교 승려들은 여성 방에서 멀리 떨어져 있었다. 이를 본 후 찬드라굽타는 자이나교 승려들을 그의 영적 조언자로 임명했다.
차나키야는 찬드라굽타의 음식에 소량의 독을 섞어 독살 시도에 대한 면역력을 높이곤 했다. 황제는 이를 알지 못하고, 어느 날 두르다라 황후와 음식을 나누어 먹었다. 차나키야가 방에 들어섰을 때, 황후는 이미 죽어 있었다. 그는 죽은 황후의 배를 갈라 아기를 꺼냈다. 독 한 방울("빈두")이 닿았던 아기는 빈두사라라고 이름 지어졌다.
찬드라굽타가 제위를 버리고 자이나교 승려가 된 후, 차나키야는 빈두사라를 새로운 황제로 임명했다. 차나키야는 빈두사라에게 수반두라는 사람을 그의 장관 중 한 명으로 임명하라고 요청했다. 그러나 수반두는 더 높은 대신이 되기를 원했고 차나키야를 질투했다. 그래서 그는 빈두사라에게 차나키야가 그의 어머니의 죽음에 책임이 있다고 말했다. 빈두사라는 간호사들에게 차나키야가 그의 어머니의 배를 갈랐다고 말한 것을 확인했다. 빈두사라는 격노했고, 차나키야를 미워하기 시작했다. 그 결과, 이 시점에서 매우 늙은 차나키야는 은퇴하고 굶어 죽기로 결정했다. 한편, 빈두사라는 자신의 출생에 대한 자세한 상황을 알게 되었고, 차나키야에게 대신직을 재개해 달라고 간청했다. 차나키야를 설득하는 데 실패하자, 황제는 수반두에게 차나키야에게 자살 계획을 포기하도록 설득하라고 명령했다. 수반두는 차나키야를 달래는 척하면서 그를 불태워 죽였다. 수반두는 그 후 차나키야의 집을 차지했다. 차나키야는 이것을 예상하고 있었고, 은퇴하기 전에 수반두를 위한 저주받은 함정을 설치해 두었다. 그는 자물쇠 100개가 달린 상자를 남겨두었다. 수반두는 귀중한 보석을 찾을 희망으로 자물쇠를 부쉈다. 그는 향기로운 향수를 발견하고 즉시 들이마셨다. 그러나 그의 눈은 저주가 쓰여진 자작나무 껍질 문서에 떨어졌다. 그 메모는 이 향수를 맡는 사람은 승려가 되거나 죽음을 맞이해야 한다고 선언했다. 수반두는 다른 사람에게 향수를 시험하고, 그에게 사치스러운 음식을 먹였다(승려들은 금하는 것). 그 남자는 죽었고, 수반두는 죽음을 피하기 위해 승려가 될 수밖에 없었다.
또 다른 자이나교 경전인 라자발리-카타에 따르면, 빈두사라가 황제가 된 후 차나키야는 찬드라굽타와 함께 은퇴를 위해 숲으로 갔다.

### 카슈미르 버전 (11세기)

#### 카슈미르 이야기
카슈미르 전설은 이렇다: 바라루치(카티아야나와 동일시됨), 인드라닷타, 비야디는 현자 바르샤의 세 제자였다. 한번은 그들의 구루 바르샤를 대신하여 아요디아로 가서 난다 황제로부터 1천만 개의 금 디나르 (금화)를 구루닥시나 (스승에게 바치는 사례)로 받으려 했다. 그들이 난다를 만나러 도착했을 때 황제가 죽었다. 인드라닷타는 자신의 요가 능력을 사용하여 난다의 몸에 들어가 바라루치의 요청인 1천만 개의 금화를 허락했다. 황실 장관 샤카탈라는 무슨 일이 일어나고 있는지 깨닫고 인드라닷타의 몸을 불태우게 했다. 그러나 그가 가짜 황제(난다의 몸에 들어간 인드라닷타, 요가난다라고도 불림)에 대해 어떤 조치를 취하기 전에, 황제는 그를 체포하게 했다. 샤카탈라와 그의 100명의 아들은 감옥에 갇혔고 한 사람에게만 충분한 음식이 주어졌다. 샤카탈라의 100명의 아들은 아버지가 복수할 수 있도록 굶어 죽었다.
한편 가짜 황제는 바라루치를 대신으로 임명했다. 황제의 성격이 계속 악화되자, 역겨움을 느낀 바라루치는 숲으로 물러나 수행승이 되었다. 샤카탈라는 다시 대신으로 복직되었지만, 계속해서 복수를 계획했다. 어느 날 샤카탈라는 차나키야를 만났다. 차나키야는 발에 풀잎 하나가 박혔다는 이유로 길가의 모든 풀을 뽑아 버리고 있었다. 샤카탈라는 그렇게 복수심에 불타는 사람을 가짜 황제를 파괴하는 데 사용할 수 있음을 깨달았다. 그는 차나키야를 황제의 의회에 초대하여 의식 행사를 주재하는 대가로 10만 개의 금화를 약속했다.
샤카탈라는 차나키야를 자신의 집에 머물게 하고 큰 존경을 표했다. 그러나 차나키야가 황실 법정에 도착한 날, 샤카탈라는 수반두라는 다른 브라만에게 의식 주재를 맡겼다. 차나키야는 모욕감을 느꼈지만, 샤카탈라는 이 불명예에 대해 황제를 탓했다. 그러자 차나키야는 자신의 상투(시카)를 풀고, 황제가 파괴될 때까지 다시 묶지 않겠다고 맹세했다. 황제는 그를 체포하라고 명령했지만, 그는 샤카탈라의 집으로 탈출했다. 그곳에서 샤카탈라가 제공한 재료를 사용하여 황제를 병들게 하는 마법 의식을 행했다. 왕은 7일 후에 열병으로 죽었다.
샤카탈라는 가짜 황제의 아들 히란야굽타를 처형했다. 그는 진짜 난다 황제의 아들 찬드라굽타를 새로운 황제로 임명했다(크셰멘드라의 버전에 따르면, 차나키야가 찬드라굽타를 새로운 황제로 세웠다). 샤카탈라는 또한 차나키야를 황실 사제(라지푸로히타)로 임명했다. 복수를 이룬 그는 그 후 숲으로 물러나 수행자가 되었다.

### 무드라락샤사 버전 (4-8세기)

#### 무드라락샤사 이야기 (4-8세기)
무드라락샤사 버전에 따르면, 난다 황제는 한때 차나키야를 "제국의 첫 번째 자리"에서 제거했다 (이는 차나키야가 황제 의회에서 추방된 것을 의미할 수 있다). 이 때문에 차나키야는 난다의 완전한 파멸이 이루어질 때까지 자신의 상투(시카)를 묶지 않겠다고 맹세했다. 차나키야는 난다를 폐위시키고 그의 아들 찬드라굽타를 더 작은 황후의 아들로 대체할 계획을 세웠다. 차나키야는 찬드라굽타와 또 다른 강력한 왕 파르바테슈바라(또는 파르바타)의 동맹을 추진했고, 두 통치자는 난다를 정복한 후 그의 영토를 분할하기로 합의했다. 그들의 동맹군은 바흘리카, 키라타, 파라시카, 캄보자, 샤카, 야바나족 병사들을 포함했다. 군대는 파탈리푸트라 (쿠수마푸라)를 침략하여 난다를 격파했다. 파르바타는 일부 학자들에 의해 포루스 왕과 동일시된다.
난다의 총리 락샤사는 파탈리푸트라를 탈출하여 침략자들에게 계속 저항했다. 그는 비샤칸야 (독을 가진 여자, 암살자)를 보내 찬드라굽타를 암살하려 했다. 차나키야는 이 여자를 이용하여 파르바타를 암살하게 했고, 그 비난은 락샤사에게 돌아갔다. 그러나 파르바타의 아들 말라야케투는 아버지의 죽음에 대한 진실을 알게 되었고 락샤사의 진영으로 망명했다. 차나키야의 첩자 바구라야나는 친구인 척 말라야케투를 동행했다.
락샤사는 찬드라굽타의 죽음을 계속 계획했지만, 그의 모든 계획은 차나키야에 의해 좌절되었다. 예를 들어, 한 번은 락샤사가 암살자들을 터널을 통해 찬드라굽타의 침실로 운반하도록 조치했다. 차나키야는 개미들이 그들의 음식 찌꺼기를 운반하는 흔적을 발견하여 그들을 알게 되었다. 그는 그 후 암살자들을 불태워 죽이도록 조치했다.
한편, 파르바타의 동생 바이로다카가 그의 황제의 통치자가 되었다. 차나키야는 락샤사가 그의 동생을 죽인 책임이 있다고 그를 설득했고, 난다 황제의 절반을 그와 공유하는 데 동의했다. 그러나 비밀리에 차나키야는 바이로다카를 죽일 계획을 세웠다. 그는 파탈리푸트라의 수석 건축가가 락샤사 충성파라는 것을 알고 있었다. 그는 이 건축가에게 찬드라굽타의 황궁 행렬을 위한 개선문을 짓도록 요청했다. 그는 점성술적인 이유를 들어 한밤중에 행렬을 열도록 주선했지만, 실제로는 시야를 좋지 않게 하기 위함이었다. 그는 그 후 바이로다카를 찬드라굽타의 코끼리를 타고 행렬을 이끌도록 초대했고, 찬드라굽타의 경호원들이 동행하도록 했다. 예상대로, 락샤사의 충성파들은 그들이 찬드라굽타라고 생각했던 사람에게 아치가 떨어지도록 조치했다. 바이로다카는 죽었고, 다시 한 번 암살은 락샤사에게 비난받았다.
말라야케투와 락샤사는 다섯 왕과 동맹을 맺었다: 카울루타(쿨루)의 치라바르만, 페르시아의 메가크샤, 말라야의 나라심하, 카슈미라의 푸슈카락샤, 그리고 사인다바의 신두세나. 이 동맹군은 또한 체디, 간다라, 후나족, 카사, 마가다, 샤카, 그리고 야바나족 영토 출신의 병사들을 포함했다.
파탈리푸트라에서 차나키야의 첩자는 그에게 락샤사 충성파 세 명이 수도에 남아 있음을 알렸다: 자이나교 승려 지바-싯디, 서기관 샤카타-다사, 보석상 길드 대표 찬다나-다사. 이들 중 지바-싯디는 실제로는 차나키야의 첩자였으며, 다른 첩자들은 알지 못했다. 찬다나-다사는 락샤사의 아내를 숨겨 주었는데, 그녀는 한번 무심코 남편의 인장 반지(무드라)를 떨어뜨렸다. 차나키야의 첩자가 이 인장 반지를 손에 넣고 차나키야에게 가져왔다. 이 인장 반지를 사용하여 차나키야는 말라야케투에게 그의 동맹들이 배신적이라는 경고 편지를 보냈다. 차나키야는 또한 찬드라굽타의 일부 왕자들에게 말라야케투 진영으로 위장 망명을 지시했다. 게다가 차나키야는 샤카타-다사의 살해를 명령했지만, 찬다나-다사의 대리인인 척하는 스파이 싯다르타카에게 그를 '구출'하게 했다. 차나키야의 스파이는 그 후 샤카타-다사를 락샤사에게 데려갔다.
샤카타-다사와 그의 '구출자' 싯다르타카가 락샤사에게 도착했을 때, 싯다르타카는 찬다나-다사의 집에서 찾았다고 주장하며 인장 반지를 건넸다. 보상으로 락샤사는 말라야케투가 그에게 선물했던 보석 몇 개를 주었다. 얼마 후, 차나키야의 다른 첩자가 보석상으로 변장하여 파르바타의 보석을 락샤사에게 팔았다.
얼마 후, 락샤사는 음악가로 변장한 스파이를 찬드라굽타의 궁정으로 보냈다. 그러나 차나키야는 그의 스파이들 덕분에 락샤사의 모든 계획을 알고 있었다. 락샤사의 스파이들 앞에서 차나키야와 찬드라굽타는 화난 논쟁을 하는 척했다. 찬드라굽타는 차나키야를 해고하는 척하며 락샤사가 더 나은 장관이 될 것이라고 선언했다. 한편 말라야케투는 락샤사의 집에 접근하면서 차나키야의 스파이 바구라야나와 대화했다. 바구라야나는 락샤사가 차나키야만 미워하고 난다의 아들 찬드라굽타를 섬길 의향이 있다고 말함으로써 말라야케투가 락샤사를 불신하게 만들었다. 얼마 후, 전령이 락샤사의 집에 와서 찬드라굽타가 차나키야를 칭찬하면서 해고했다고 알렸다. 이것은 말라야케투가 락샤사를 신뢰할 수 없다고 확신하게 만들었다.
말라야케투는 락샤사를 옆에 두지 않고 파탈리푸트라를 침공하기로 결정했다. 그는 자이나교 승려 지바-싯디와 상의하여 진군을 시작할 길한 시간을 정했다. 차나키야의 첩자인 지바-싯디는 그에게 즉시 시작해도 된다고 말했다. 지바-싯디는 또한 락샤사가 그의 아버지의 죽음에 책임이 있다고 그를 설득했지만, 바구라야나는 그에게 락샤사를 해치지 말라고 설득했다. 얼마 후, 차나키야의 스파이 싯다르타카는 락샤사가 찬드라굽타에게 보낸 위조 편지를 가지고 잡히는 척했다. 락샤사가 준 보석을 착용하고, 그는 락샤사의 대리인인 척했다. 락샤사의 인장 반지로 봉인된 편지는 락샤사가 차나키야를 총리 자리에서 교체하기만을 원한다고 찬드라굽타에게 알렸다. 또한 말라야케투의 동맹국 다섯 명이 땅과 부를 대가로 찬드라굽타에게 망명할 의향이 있다고 명시되어 있었다. 화가 난 말라야케투는 락샤사를 소환했고, 그는 차나키야의 첩자가 그에게 팔았던 파르바타의 보석을 착용하고 도착했다. 말라야케투가 락샤사가 아버지의 보석을 착용하고 있는 것을 보았을 때, 그는 실제로 자신에 대한 배신적인 계획이 있었다고 확신했다. 그는 다섯 동맹국을 잔인한 방식으로 처형했다.
말라야케투의 나머지 동맹국들은 처형된 다섯 동맹국에 대한 그의 처우에 역겨움을 느끼고 그를 버렸다. 락샤사는 차나키야의 첩자들에 의해 추적되면서 탈출에 성공했다. 차나키야의 첩자 중 한 명이 찬다나-다사의 친구로 변장하여 그와 접촉했다. 그는 락샤사에게 찬다나-다사가 락샤사의 가족 위치를 밝히기를 거부하여 처형될 위기에 처해 있다고 말했다. 이 말을 듣고 락샤사는 파탈리푸트라로 서둘러 항복하고 그의 충성스러운 친구 찬다나-다사의 생명을 구하려 했다. 그가 파탈리푸트라에 도착했을 때, 차나키야는 찬다나-다사에 대한 그의 충성심에 기뻐하며 그에게 사면을 제안했다. 락샤사는 찬드라굽타에게 충성을 맹세하고, 찬다나-다사의 석방과 말라야케투의 사면을 대가로 그의 총리가 되기로 동의했다. 차나키야는 그의 목표를 달성한 후 상투를 묶고 은퇴했다.

## 유산
차나키야는 인도에서 위대한 사상가이자 외교관으로 여겨진다. 많은 인도 민족주의자들은 그를 인도 아대륙 전체에 걸쳐 통일된 인도를 구상한 가장 초기의 인물 중 한 명으로 간주한다. 인도의 전 국가안보보좌관 시브 샹카르 메논은 차나키야의 아르타샤스트라가 권력에 대한 정확하고 시대를 초월한 묘사를 담고 있다고 칭찬했다. 또한 그는 전략적 문제에 대한 시야를 넓히기 위해 이 책을 읽을 것을 권장했다.

### 카우틸리야, 아르타샤스트라의 저자와의 동일시
아르타샤스트라는 국가 운영 방식에 대한 진지한 국가 운영 매뉴얼이며, 더 높은 목적을 가지고 있으며, 명확하고 정확한 지침을 제공하며, 국가 운영의 실질적인 경험의 결과물입니다. 이는 단순히 규범적인 텍스트가 아니라 국가 운영 기술에 대한 현실적인 묘사입니다.
전통적으로 두 권의 책이 차나키야의 저작으로 알려져 있는데, 아르타샤스트라와 차나키야 니티, 또는 차나키야 니티-샤스트라가 그것이다. 후자는 차나키야가 다양한 샤스트라에서 선별했다고 전해지는 명언 모음집이다.
일찍이 차나키야에게 저작권을 돌리는 것에 의문이 제기되었고, 1965년 이후의 현대 학계는 이 저작권 주장을 부인하며, 아르타샤스트라가 다양한 저자가 쓴 여러 이전 텍스트들을 기원 초경에 새로운 텍스트로 편집한 것이며, 그 후 서기 1세기 말 또는 2세기에 대대적인 교정 또는 확장을 거쳤다고 본다. 패트릭 올리벨레는 텍스트의 가장 오래된 층인 "카우틸리야의 자료"는 기원전 150년에서 서기 50년 사이로 거슬러 올라간다고 말한다. 작품 진화의 다음 단계인 "카우틸리야 개정판"은 이러한 자료의 일부를 새로운 샤스트라로 편집한 것으로, 서기 50년에서 125년 사이로 거슬러 올라갈 수 있다. 마지막으로 "샤스트라 편집본"(즉, 현재 우리가 가지고 있는 텍스트)은 서기 175년에서 300년 사이로 거슬러 올라간다.
아르타샤스트라는 그 저자를 고트라 또는 씨족 이름인 카우틸리야로 명시하고 있으며, 다만 한 구절에서 개인 이름인 비슈누굽타로 언급하고 있다. 차나키야를 비슈누굽타와 명시적으로 동일시한 가장 초기 산스크리트 문학 중 하나는 판차탄트라 (기원후 2세기)였다. K. C. Ojha는 비슈누굽타를 카우틸리야와 동일시하는 전통적인 견해가 텍스트의 편집자와 원작자 간의 혼동으로 인해 발생했다고 주장한다. 그는 비슈누굽타가 카우틸리야의 원본 작품의 개작자였을 것이라고 제안한다.
1960년대에 글을 쓴 R. P. 캉글레는 마우리아 재상 차나키야에게 전통적인 귀속이 받아들여질 수 있다고 보았고, 따라서 아르타샤스트라를 마우리아 시대로 연대를 추정했다. 캉글레 이후의 비판적 학문, 예를 들어 토마스 트라우트만과 패트릭 올리벨레는 토마스 버로우를 따라 차나키야와 카우틸리야의 이 동일시를 거부한다. 이는 굽타 제국 시대의 후기 발전이기 때문이다. 트라우트만은 차나키야를 언급하는 초기 자료 중 어느 것도 그가 아르타샤스트라의 저자임을 언급하지 않는다고 지적하며, 올리벨레는 "차나키야라는 이름은 텍스트에 완전히 존재하지 않는다"고 언급한다. 이 동일시는 아르타샤스트라의 마지막 문단에서 이루어지는데, "차나키야라는 이름을 명시적으로 사용하지 않고", 그 논문이 난다 왕들로부터 나라를 구한 사람, 즉 난다 왕조를 전복하는 데 핵심적인 역할을 한 마우리아 제국 총리 차나키야에 의해 저술되었다고 명시한다.
굽타 왕조는 스스로를 마우리아 왕조의 정당한 계승자로 상징적으로 제시하려 노력했고, 심지어 "찬드라굽타"와 "굽타"라는 이름을 사용하기도 했다. 이는 굽타 시대에 작곡된 연극 무드라락샤사에도 나타나는 연관성이다. 이 구절은 나중에 삽입된 것으로 보이며, 올리벨레는 이는 굽타 왕조가 따랐던 정치 논문 저자를 유명한 마우리아 총리와 동일시하려는 시도였다고 제안한다.
차나키야에 대한 지속적인 학술적 귀속에 대해 여러 가지 이유가 제시되는데, 이는 처음부터 이러한 전통적인 귀속에 "크게 영향을 받았다"는 점과, 많은 학자들이 마우리아 시대에 대한 선험적 연대 추정을 하게 만들었다. 한 가지 이유는 인도 민족주의자들의 수용인데, 그들은 이를 "인도 과거의 실용적이고 강건한 자치 전통의 증거"로 보았다. 트라우트만에 따르면, "[강력하게 중앙집권화된 제국과 토착 정치 이론 학파의 존재가 드러날 때] 민족주의적 열망은 어쩐지 강화되는 것처럼 보였다." 게다가 카우틸리야와의 동일시는 "남아시아 고대에서 가장 강력한 왕조인 마우리아 제국과의 연관성을 제공했다." 그리고 "[이 가장 흥미로운 시대에 대한 자료의 절대적인 부족을 고려할 때, 많은 학자들은 뒷받침하는 증거의 결정적인 부족에도 불구하고 아르타샤스트라를 이 시대의 자료로 사용하는 것을 참을 수 없는 것 같다." 맥클리시에 따르면, "인도학자들 사이에서 그러한 자료를 소유하려는 욕구는 일반적으로 텍스트의 구성 역사에 대한 결론에 강한 영향을 미쳤다."
카우틸리야의 작품은 기원후 6세기 굽타 제국 말기에 유실되었고, 20세기 초에야 재발견되었다. 1905년 도서관 사서 루드라파타나 샤마사스트리가 마이소르의 동양연구소에 익명의 판디트가 기증한 미분류 고대 야자수 잎 필사본 묶음에서 아르타샤스트라를 발견했다. 이 책은 통화 및 재정 정책, 복지, 국제 관계, 전쟁 전략 등을 상세히 다루고 있다. 또한 이 책은 통치자의 의무도 설명하고 있다. 카우틸리야는 다르마-유다 (정의로운 전쟁) 외에 쿠타유다 (부당한 전쟁)와 같은 다른 용어를 사용하여 전쟁을 묘사한다.
카우틸리야의 저작은 고전파 경제학의 중요한 선구자로 여겨진다. K.N. 자는 카우틸리야를 차나키야와 동일시한 것에 근거하여 차나키야를 인도의 정치학과 경제학 분야의 선구자로 간주한다.

### 명칭
뉴델리의 외교관 구역은 차나키야를 기리기 위해 차나키야푸리라고 명명되었다. 그의 이름을 딴 기관으로는 훈련선 차나키야, 차나키야 국립 법률 대학교, 차나키야 공공 리더십 연구소 등이 있다. 마이소르의 차나키야 서클도 그의 이름을 따서 명명되었다.

### 대중문화에서

#### 연극
차나키야 전설의 현대 각색작 중 여러 작품은 이 전설을 확장하여 반(半)허구적인 형태로 그의 이야기를 들려준다. 드위젠드랄 랄 레이의 연극 찬드라굽타 (연극)(1911)에서 난다 왕은 그의 이복동생 찬드라굽타를 추방하고, 그는 알렉산드로스 대왕의 군대에 합류한다. 나중에 차나키야와 카티아얀(마가다의 전 총리)의 도움으로 찬드라굽타는 난다를 물리치고, 난다는 차나키야에 의해 처형된다.

#### 영화 및 텔레비전
- 차나키야와 찬드라굽타의 이야기는 1977년 텔루구어 영화 차나키야 찬드라굽타에서 묘사되었다. 아키네니 나게스와라 라오가 차나키야 역을, N. T. 라마 라오가 찬드라굽타 역을 맡았다.[63]
- 1991년 TV 시리즈 차나키야 (TV 시리즈)는 무드라락샤사를 기반으로 한 차나키야의 삶과 시대에 대한 전형적인 기록이다. 동명의 주연 역할은 찬드라프라카시 드위베디가 연기했다.
- 찬드라굽타 마우리아 (2011년 TV 시리즈), 2011년 NDTV 이매진의 TV 시리즈는 찬드라굽타 마우리아와 차나키야의 삶을 다룬 전기 시리즈로, 사가르 아츠가 제작했다. 마니쉬 와드와가 이 시리즈에서 차나키야 캐릭터를 연기한다.
- 2015년 컬러즈 TV 드라마 차크라바르틴 아쇼카 삼라트는 찬드라굽타의 아들 빈두사라의 통치 기간 동안의 차나키야를 다룬다.
- 차나키야는 2017-2018년 역사 드라마 TV 시리즈 포루스 (TV 시리즈)에서 체탄 판디트와 타룬 칸나가 연기했다.
- 차나키야는 2018-2019년 역사 드라마 TV 시리즈 찬드라굽타 마우리아 (2018년 TV 시리즈)에서 타룬 칸나가 연기했다.

#### 아르타샤스트라
- Ashok R. Garde, Chanakya on Management는 라자-니티에 대한 216개의 수트라를 포함하며, 각각은 번역되고 주석이 달려 있다.
- 라탄 랄 바수 & 라지쿠마르 센: Ancient Indian Economic Thought, Relevance for Today, ISBN 81-316-0125-0, Rawat Publications, New Delhi, 2008년, 아르타샤스트라에 언급된 경제 개념과 현대 세계에서의 관련성을 다룬다.
- 2009년, 많은 저명한 전문가들이 마이소르(인도) 동양연구원에서 열린 국제회의에서 R. 샤마사스트리의 아르타샤스트라 원고 발견 100주년을 기념하기 위해 카우틸리야 사상의 다양한 측면을 논의했다. 회의에서 발표된 대부분의 논문들은 라지 쿠마르 센과 라탄 랄 바수가 편집한 책에 수록되어 있다.[64][65]
- Pavan Choudary (2009년 2월 2일). 《Chanakya's Political Wisdom》. Wisdom Village Publications Division. ISBN 978-81-906555-0-7., 차나키야에 대한 정치적 논평
- Sihag, Balbir Singh (2014), 《Kautilya: The True Founder of Economics》, Vitasta Publishing Pvt.Ltd, ISBN 978-81-925354-9-4
- 라다크리슈난 필라이는 차나키야와 관련된 여러 권의 책을 썼다:

- "Chanakya in the Classroom: Life Lessons for Students",
- "Chanakya Neeti: Strategies for Success", "Chanakya in You", "Chanakya and the Art of War", "Corporate Chanakya",
- "Corporate Chanakya on Management" and "Corporate Chanakya on Leadership".

#### 허구
- B. K. 차투르베디의 차나키야 (2001)[69]
- 아슈윈 상히의 차나키야의 노래는 고대 인도에서 정치 전략가로서의 차나키야의 삶에 대한 허구적 이야기이다. 이 소설은 두 가지 평행한 이야기를 다루는데, 첫째는 차나키야와 그의 계략을 통해 찬드라굽타 마우리아를 마가다의 왕좌에 앉히는 이야기이고, 둘째는 슬럼가 아이를 인도 총리로 만들겠다는 야망을 가진 현대 인물 강가사가르 미슈라의 이야기이다.
- 사티아르트 나약의 황제의 수수께끼는 차나키야의 삶의 인기 있는 에피소드를 다룬다.
- 카우틸리야가 마우리아 제국을 형성하는 데 미친 역할은 마이소르 N. 프라카시의 역사/영적 소설 Courtesan and the Sadhu의 핵심이다.[70]
- 샤타바다니 가네쉬의 카나다어로 된 "바라트 문화유산에 대한 차나키야의 공헌"은 "바라타다 삼스크루티게 차나키아나 코두게갈루"라는 제목이다.[71]

### 설명주
1. 1 2  반전설적:
  - Trautmann (1971, 9쪽): "차나키야의 전설"
  - Trautmann (1971, 10쪽): "아르타샤스트라가 역사적 인물에게 귀속된다고 말하는 것은 '역사적'이라는 용어를 확대하는 것이다. 오히려 카우틸리야, 또는 더 일반적으로 차나키야라고 불리는 그는 역사적 역할을 부여받은 전설 속 인물이다. 그 인물의 역사성과 그의 역할은 더욱 의심스럽다."
  - Trautmann (1971, 67쪽): "...이야기의 영웅으로서 그의 찬드라굽타에 대한 역할은 의심할 여지 없이 과장되었지만, 민속 문학에서 유행하게 된 것은 분명히 중요한 역할이었을 것이다. 차나키야의 존재를 의심하는 것은 상상력에 더 큰 부담을 준다. 그에 대한 이야기의 다른 기원을 찾아야 할 것이다."
2. 1 2  아르타샤스트라, 저작권 및 연대 관련 주석 참조.]
3. ↑  차나키야에 대한 저작권 논란 초기:
Kane (1926, 87쪽): "Keith [1916]와 Winternitz는 현존하는 카우틸리야가 마우리아 재상의 저작이 아니라고 주장한다."
* Bhandarkar (1926, 67쪽): "카우탈리야의 아르타샤스트라가 출판된 직후, 인도에서보다 유럽에서 더 열성적으로 연구되었고, 정반대의 견해가 형성되기 시작했다. 즉, 이 작품은 기원전 4세기가 아니라 서기 4세기의 작품이라는 것이다. 이것이 현재 유럽 산스크리트 학자들이 일반적으로 지지하는 견해이며, 고(故) 람크리슈나 반다르카르 경(Sir Ramkrishna Bhandarkar)이 아마도 유사한 의견을 표명한 유일한 인도 학자일 것이다. 이 견해의 근거가 되는 주장은 졸리 교수와 빈테르니츠 교수 [1924]에 의해 정리되고 명확하게 설명되었으며, 키스 교수 [1916]의 짧지만 명료한 노트에 간략하게 언급되었다."
4. ↑  Trautmann (1971, 5쪽): "이 작품의 마지막 구절은 아르타샤스트라에서 고트라 이름인 카우틸리야 대신 개인 이름인 비슈누굽타를 사용한 유일한 경우이다." 트라우트만에 따르면, 카우틸리야는 아마도 저자의 고트라 (씨족) 이름일 것이다. Trautmann (1971, 10쪽): "반면 아르타샤스트라의 저자로서 그는 일반적으로 그의 고트라 이름인 카우틸리야로 불린다."

### 참조주
1. ↑  “Mauryan Empire”. 《National Geographic Society》 (영어). 2020년 8월 20일. 2022년 1월 20일에 확인함.
2. 1 2  Mabbett, I. W. (1964). 《The Date of the Arthaśāstra》. 《Journal of the American Oriental Society》 84 (American Oriental Society). 162–169쪽. doi:10.2307/597102. ISSN 0003-0279. JSTOR 597102.
3. 1 2 3  Olivelle 2013, Introduction.
4. ↑  《Transaction and Hierarchy》. Routledge. 2017년 8월 9일. 56쪽. ISBN 978-1351393966.
5. ↑  Namita Sanjay Sugandhi (2008). 《Between the Patterns of History: Rethinking Mauryan Imperial Interaction in the Southern Deccan》. 88–89쪽. ISBN 978-0-549-74441-2. 2024년 12월 9일에 확인함.
6. 1 2  Trautmann 1971, 43쪽.
7. 1 2 3  Trautmann 1971, 11쪽.
8. ↑  Trautmann 1971, 16쪽.
9. ↑  Trautmann 1971, 18쪽.
10. ↑  Trautmann 1971, 12쪽.
11. 1 2 3  Trautmann 1971, 13쪽.
12. 1 2 3  Trautmann 1971, 14쪽.
13. ↑  Trautmann & 19회, 15쪽.
14. ↑  Trautmann 1971, 15쪽.
15. ↑  Trautmann 1971, 28쪽.
16. ↑  Upinder Singh 2016, 331쪽.
17. 1 2 3 4  Trautmann 1971, 21쪽.
18. 1 2  Trautmann 1971, 29쪽.
19. ↑  Kallidaikurichi Aiyah Nilakanta Sastri (1988). 《Age of the Nandas and Mauryas》. Motilal Banarsidass. 148쪽. ISBN 978-81-208-0466-1.
20. ↑  Trautmann 1971, 22쪽.
21. 1 2 3 4  Trautmann 1971, 23쪽.
22. 1 2 3  Trautmann 1971, 24쪽.
23. 1 2 3  Trautmann 1971, 25쪽.
24. ↑  Motilal Banarsidass (1993). 〈The Minister Cāṇakya, from the Pariśiṣtaparvan of Hemacandra〉.   Phyllis Granoff. 《The Clever Adulteress and Other Stories: A Treasury of Jaina Literature》. 번역 Rosalind Lefeber. Motilal Banarsidass Publ. 204–206쪽. ISBN 978-8120811508.
25. ↑  Hemachandra (1891). 《Sthavir̂aval̂i charita, or, Pariśishtaparvan》. 번역 Hermann Jacobi. Calcutta: Asiatic Society. 67–68쪽.
26. ↑  Rice 1889, 9쪽.
27. ↑  Trautmann 1971, 31–33쪽.
28. 1 2  Trautmann 1971, 31쪽.
29. 1 2  Trautmann 1971, 32쪽.
30. ↑  Trautmann 1971, 41–43쪽.
31. ↑  Varadpande 2005, 223쪽.
32. ↑  Upinder Singh 2016, 30쪽.
33. ↑  Trautmann 1971, 36–37쪽.
34. ↑  Varadpande 2005, 227–230쪽.
35. 1 2  Trautmann 1971, 37쪽.
36. 1 2 3  Trautmann 1971, 38쪽.
37. 1 2 3  Trautmann 1971, 39쪽.
38. 1 2  Trautmann 1971, 40쪽.
39. 1 2  “India needs to develop its own doctrine for strategic autonomy: NSA”. 《The Economic Times》 (New Delhi). Press Trust of India. 2012년 10월 18일. 2012년 10월 18일에 확인함.
40. ↑  《Kautilya's Arthashastra》. 번역 Shamasastry, R. 1905. 2020년 8월 23일에 확인함.
41. 1 2  《Sri Chanakya Niti-shastra; the Political Ethics of Chanakya Pandit Hardcover》. 번역 Davis, Miles; Murthy, V. Badarayana. Ram Kumar Press. 1981. 2014년 7월 16일에 원본 문서에서 보존된 문서. 2014년 8월 15일에 확인함.
42. ↑  Kane 1926, 87쪽.
43. ↑  McClish 2009.
44. ↑  McClish 2019.
45. ↑  Trautmann 2016.
46. ↑  Mabbett 1964: "다른 산스크리트 문학에서 이 작품을 비슈누굽타, 차나키야, 카우틸리야에게 다양하게 귀속시킨다. 각 경우에 동일한 개인이 의미된다. 판차탄트라는 차나키야를 비슈누굽타와 명시적으로 동일시한다."
47. 1 2  Olivelle 2013, 33쪽.
48. 1 2  Olivelle 2013, 34쪽.
49. ↑  Olivelle 2013, 34, 36쪽.
50. ↑  Olivelle 2013, 34-35쪽.
51. 1 2 3  McClish2009, 4쪽.
52. ↑  Olivelle 2013.
53. 1 2 3  McClish2009, 3쪽.
54. ↑  Srinivasaraju, Sugata (2009년 7월 27일). “Year of the Guru”. 《Outlook India》. 2018년 3월 17일에 확인함.
55. ↑  Paul Halsall. Indian History Sourcebook: Kautilya: from the Arthashastra c. 250 BC Retrieved 19 June 2012
56. ↑  “Workshop on Kautilya: Creating Strategic Vocabulary”. 《Manohar Parrikar Institute for Defence Studies and Analyses》. 2013년 3월 29일에 원본 문서에서 보존된 문서. 2021년 11월 11일에 확인함.
57. ↑  Waldauer, C., Zahka, W.J. and Pal, S. 1996. Kauṭilya's Arthashastra: A neglected precursor to classical economics. Indian Economic Review, Vol. XXXI, No. 1, pp. 101–108.
58. ↑  Tisdell, C. 2003. A Western perspective of Kauṭilya's Arthashastra: does it provide a basis for economic science? Economic Theory, Applications and Issues Working Paper No. 18. Brisbane: School of Economics, The University of Queensland.
59. ↑  Sihag, B.S. 2007. Kauṭilya on institutions, governance, knowledge, ethics and prosperity. Humanomics 23 (1): 5–28.
60. ↑  L. K. Jha, K. N. Jha (1998). "Chanakya: the pioneer economist of the world", International Journal of Social Economics 25 (2–4), p. 267–282.
61. ↑  Yelegaonkar, Dr Shrikant (2015년 4월 23일). 《Chanakya's Views on Administration》 (영어). Lulu.com. 8쪽. ISBN 978-1329082809.
62. ↑  Ray, Dwijendralal (1969). 〈Bhumika: Aitihasikata〉 [Preface: Historic References].   Bandyopadhyay, Sukumar. 《Dwijendralaler Chandragupta》 [Chandragupta by Dwindralal] (벵골어) 4판. 콜카타: Modern Book Agency. Preface–10–14쪽.
63. ↑  《Chanakya Chandragupta (1977)》, 1977년 8월 25일, 2017년 5월 24일에 확인함
64. ↑  Raj Kumar Sen & Ratan Lal Basu (eds): Economics in Arthashastra, ISBN 81-7629-819-0, Deep& Deep Publications Pvt. Ltd., New Delhi, 2006
65. ↑  Srinivasaraju, Sugata (2009년 7월 27일). “Year of the Guru”. 《Outlook India》. 2012년 10월 12일에 원본 문서에서 보존된 문서. 2012년 3월 8일에 확인함.
66. ↑  “Chanakya in the Classroom: Life Lessons for Students”. 《Rupa Publications》 (미국 영어). 2021년 2월 6일에 확인함.
67. ↑  Sethi, Vinay (December 2015). “Corporate Citizen”. 《corporatecitizen.in》. 2021년 2월 6일에 확인함.
68. ↑  “Books - Radhakrishnan Pillai”. 《www.crossword.in》 (영어). 2017년 6월 28일에 원본 문서에서 보존된 문서. 2021년 2월 6일에 확인함.
69. ↑  B. K. Chaturvedi (2001). 《Chanakya》. Diamond Pocket Books. ISBN 978-81-7182-143-3. 2012년 6월 6일에 확인함.
70. ↑  The Courtesan and the Sadhu, A Novel about Maya, Dharma, and God, October 2008, Dharma Vision, ISBN 978-0-9818237-0-6, 틀:LCCN
71. ↑  “Bharatiya Samskrutige Chanakyana Kodugegalu Part 1 – Shatavadhani Dr.R.Ganesh — Spiritual Bangalore”. 《spiritualbangalore.com》. 2014년 3월 2일에 원본 문서에서 보존된 문서.

## 참고 문헌
- Bhandarkar, D. R. (1926). 《Date of Kautalya》. 《Annals of the Bhandarkar Oriental Research Institute》 7. 65–84쪽. JSTOR 44082682.
- Kane, P. V. (1926). 《The Artheshastra of Kautilya》. 《Annals of the Bhandarkar Oriental Research Institute》. JSTOR 44082683.
- McClish, Mark Richard (2009). 《Political Brahmanism and the State: A Compositional History of the Arthaśāstra》. The University of Texas at Austin.
- McClish, Mark (2019). 《The History of the Arthasastra》. Cambridge University Press.
- Olivelle, Patrick (2013), 《King, Governance, and Law in Ancient India: Kauṭilya's Arthaśāstra》, Oxford UK: Oxford University Press, ISBN 978-0199891825, 2016년 2월 20일에 확인함
- Rice, B. Lewis (1889), 《Epigraphia Carnatica》, II: Inscriptions and Sravana Belgola, Bangalore: Mysore Government Central Press
- Singh, Upinder (2016), 《A History of Ancient and Early Medieval India: From the Stone Age to the 12th Century》, Pearson Education, ISBN 978-93-325-6996-6
- Trautmann, Thomas R. (1971), 《Kauṭilya and the Arthaśāstra: a statistical investigation of the authorship and evolution of the text》, Brill
- Trautmann, Thomas R. (2016). 《Arthashastra: The Science of Wealth》. Penguin UK.
- Varadpande, Manohar Laxman (2005), 《History of Indian Theatre》, Abhinav, ISBN 978-81-7017-430-1